# HTMS Chakri Naruebet
A HTMS Chakri Naruebet (Thai írással: จักรีนฤเบศร ) a Thai Királyi Haditengerészet zászlóshajója, repülőgép-hordozó. Nevének jelentése:  A Csakri-dinasztia tiszteletére. Tervezésénél és kivitelezését a spanyol Bazan cég végezte, a Príncipe de Asturias (R–11) építésekor szerzett tapasztalatokat is felhasználva.
Hasonlóan elődjéhez itt is STOVL típusú repülőgépeket alkalmaznak a felszállást segítő katapulttal és 12°-os síugró sánccal. Felszereltségébe elsősorban Harrier vadászrepülőgépek és helikopterek tartoznak. 
Mivel katonai akciókban ritkán vetik be, sokszor turista hajónak gúnyolják. Azonban a hajó tevékenyen részt vett a 2004-es indiai-óceáni szökőár utáni mentő és katasztrófa elhárító munkákban.

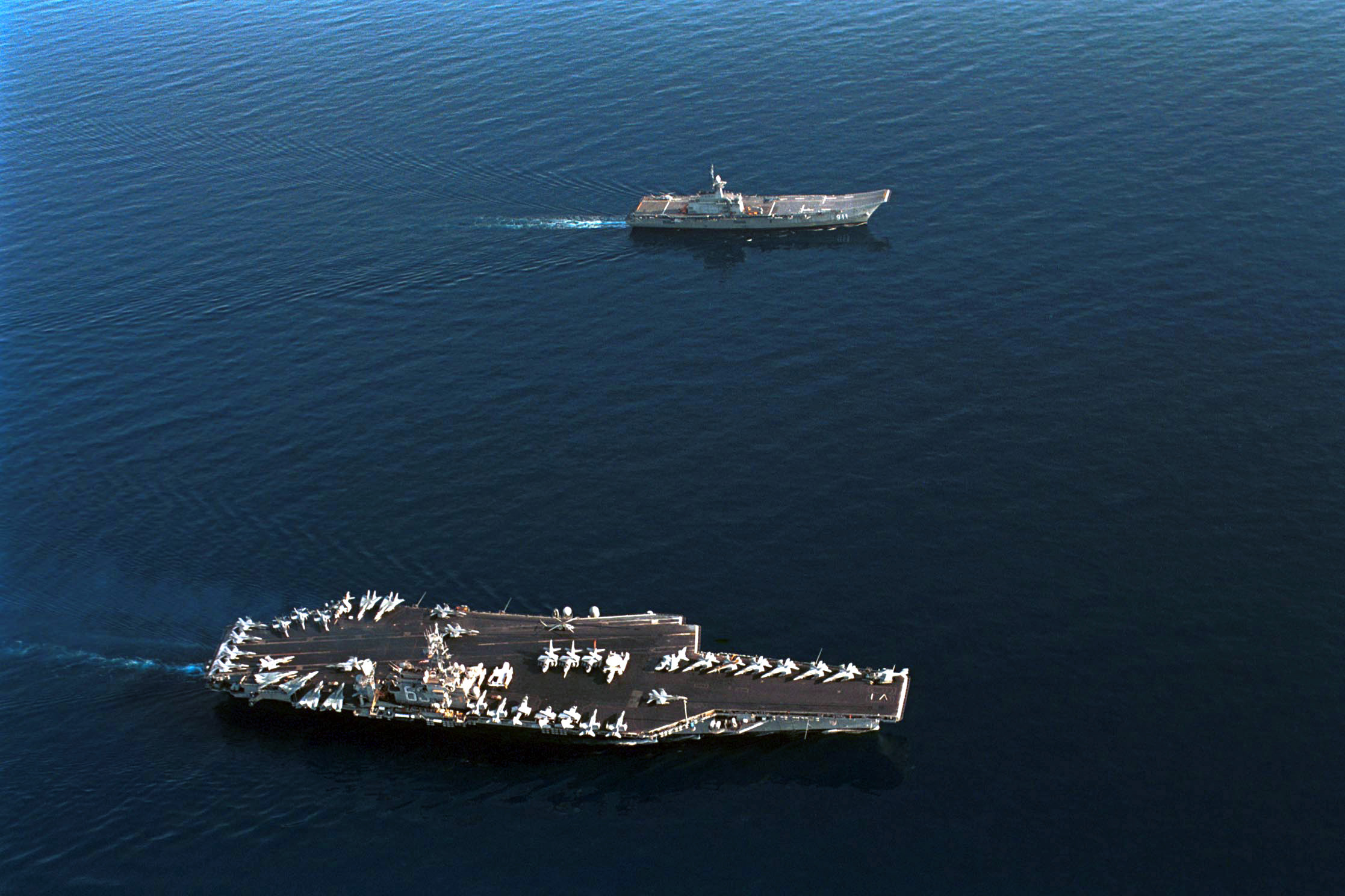
A HTMS Chakri Naruebet és az USS Kitty Hawk